# Raie manta de récif
Espèce
Synonymes
- Deratoptera alfredi Krefft, 1868
- Manta fowleri Whitley, 1936

Statut de conservation UICN

 VU A2abd+3bd+4abd : Vulnérable
Statut CITES
La raie manta de récif, ou raie manta d'Alfred (Mobula alfredi anciennement Manta alfredi) est une espèce de poissons cartilagineux de la famille des Mobulidae. Son nom scientifique est un hommage au Prince britannique Alfred Ier de Saxe-Cobourg et Gotha qui fut victime d'une tentative d'assassinat à Clondarf en Australie au moment où la description de l'espèce fut éditée par le directeur de l'Australian Museum Gerard Krefft en 1868.

## Description
La raie manta de récif est un poisson de grande taille qui peut atteindre une envergure maximale de 5 m. Toutefois, la taille moyenne communément observée oscille entre 3 et 3,5 m.
Le corps est plat avec un ratio de 2,2 à 2,4 fois plus large que long, dont la forme se rapproche du losange. La queue, quand elle est intacte, peut atteindre 1,23 fois la longueur du corps.
La teinte de la face dorsale est sombre allant du noir au bleu nuit avec des taches blanchâtre éparses. 
Le ventre est blanc avec des taches noires. La répartition de ces taches noires sur le ventre forme une signature unique qui permet d'identifier clairement chaque individu. 
Les yeux et les spiracles sont sur le côté de la large tête de l'animal.
La bouche est terminale et de couleur blanche avec parfois des taches sombres voire des reflets argentés. 
La raie manta est dotée de deux ensembles de cinq fentes branchiales situées sur la face ventrale. 
La tête possède aussi deux nageoires céphaliques qui sont des extensions des nageoires pectorales. Déroulées, elles facilitent la canalisation du flux d'eau vers la bouche pour le nourrissage. En nage, elles sont enroulées sur leur axe afin de gagner en hydrodynamisme.
La nageoire dorsale de taille réduite est parfois visible lors de déplacement de l'animal proche de la surface et sa base est totalement absente d'aiguillon.

### Distinctions physiques entre la raie manta de récif et la raie manta océanique
Un premier critère pourrait être la taille car la raie manta océanique est plus grande que la raie manta de récif, soit 4 à 5 mètres contre 3 à 3,5 mètres. Toutefois, si les individus sont jeunes, leur taille peut porter aisément à confusion.
La coloration est un moyen rapide et efficace pour les distinguer.
La raie manta de récif a la face dorsale sombre avec en général deux zones plus claires sur le dessus de la tête, sorte de dégradé nuancé entre le sombre dominant de son dos et une teinte claire blanchâtre à grisâtre, dont la séparation longitudinale forme une sorte de "Y" sombre. Alors que chez la raie manta océanique, la face dorsale est bien sombre et les deux taches blanches sont bien marquées sans effet de dégradé. L'axe de séparation entre ces deux taches blanches forme quant à lui un "T". En outre, l'extrémité des nageoires pectorales est aussi blanche.
Le ventre de la raie manta de récif est blanc et parsemé d'un nombre variable de taches sombres qui peuvent être d'une grande à pauvre densité.
Celui des raies manta océaniques est généralement blanc avec très peu de taches sauf dans la zone proche des nageoires pelviennes, soit en arrière de cette face ventrale. En outre, la bordure des nageoires pectorales côté ventral, la bouche et le bord des fentes branchiales sont aussi noirs chez la manta océanique.
Autre distinction physique entre les deux espèces est la présence d'une boursoufflure juste après la nageoire dorsale soit à la base de la queue de la raie manta océanique.

## Distribution et habitat

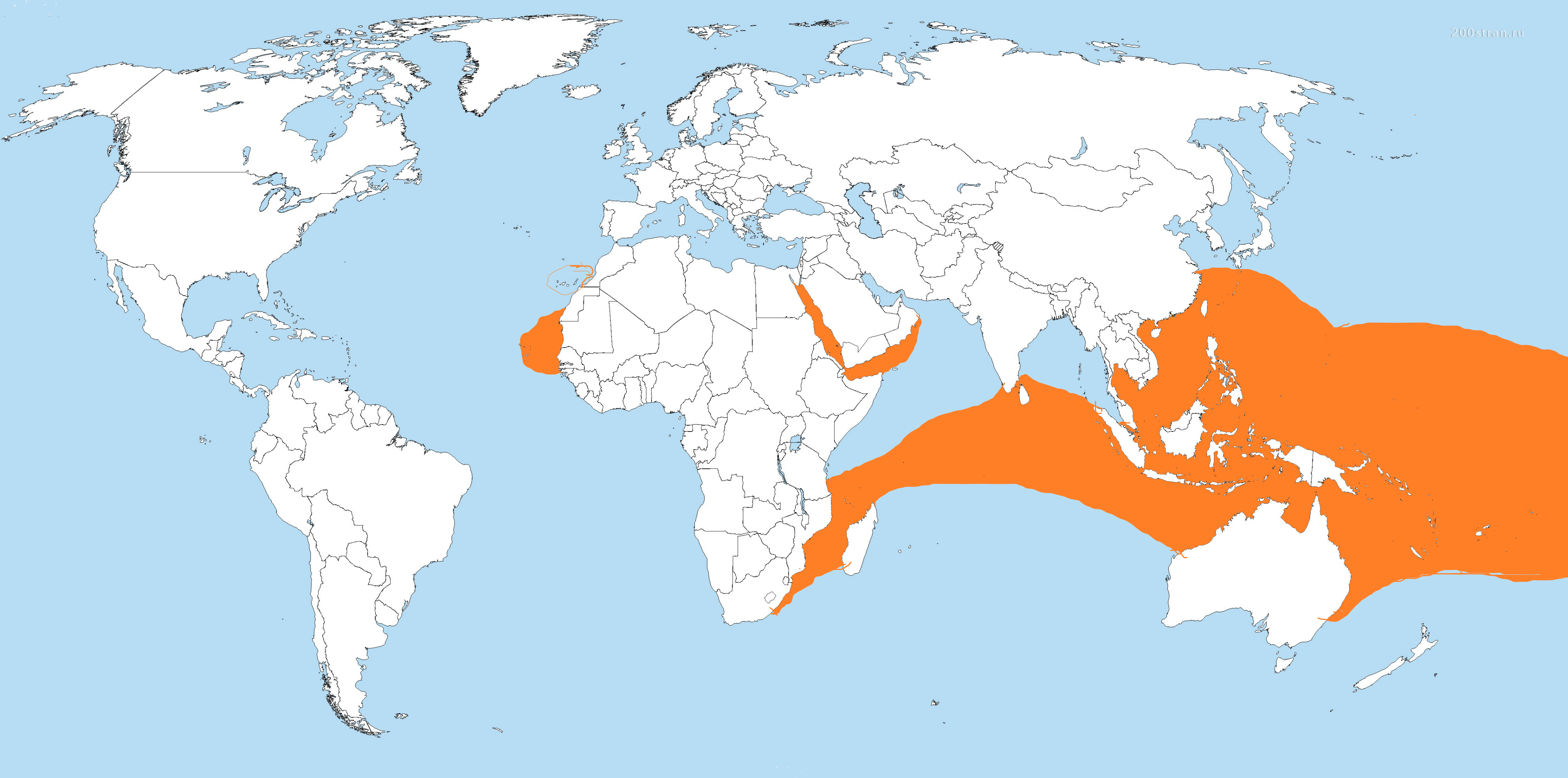
Répartition de Mobula alfredi

La raie manta de récif possède une distribution "circumtropicale", c'est-à-dire qu'elle est présente dans les eaux tropicales et subtropicales du globe soit dans l'océan Pacifique oriental et central (ex: Fiji, Hawaï et Polynésie), le bassin Indo-Pacifique (ex: Mozambique, Madagascar, Maldives, Indonésie, Australie, Nouvelle-Calédonie, États fédérés de Micronésie, Philippines, Japon, Mer Rouge...) et présence avérée dans l'océan Atlantique au niveau des îles Canaries et du Cap Vert,,.
Les raies manta de récif vivent et évoluent toujours dans un secteur identique plus ou moins vaste avec possibilité de petites migrations pour suivre le plancton. Elles ont donc un comportement relativement sédentaire avec des zones précises et coutumières de nettoyage et de nourrissage toujours à proximité directe de côtes, de récifs, d'archipels ou d'îles.  

## Biologie
La raie manta de récif a un mode de vie pélagique et se nourrit en filtrant l'eau de mer afin de capturer son alimentation favorite que représente le zooplancton.
L'espérance de vie d'une raie manta est estimée en considérant les observations et connaissances scientifiques du moment à au moins 50 ans voire plus.
La raie manta de récif, tout comme la raie manta océanique, est ovovivipare. Après accouplement, la femelle libère un œuf qui éclora dans son utérus. Le "petit" demeurera lové dans l'utérus de sa mère jusqu'à ce qu'il soit totalement développé et prêt à affronter son existence marine. Durant cette période de gestation qui dure environ un an, le "petit" se nourrit d'abord à partir de ses réserves vitellines puis via des structures spécialisées d'une sorte de lait utérin délivré par l'organisme de sa mère, nommé hisotrophe,.
À la naissance, le petit mesure entre 1,30 mètre à 1,50 mètre et il doublera sa taille dans sa première année d'existence,.
Dans la nature la fréquence de reproduction de la raie manta est estimé à une naissance tous les 5 ans. 

### Prédation naturelle
De par sa grande taille et sa vélocité en cas de danger (24 km/h en vitesse de fuite), la raie manta de récif connaît donc très peu de prédateurs naturels capables de lui être fatal. Seuls de grands requins, comme le requin tigre (Galeocerdo cuvier), le grand requin marteau (Sphyrna mokarran) ou le requin bouledogue (Carcharhinus leucas), ainsi que les fausses orques (Pseudora crassidens) et les orques (Orchinus orca) peuvent prétendre à tenter de lui croquer un bout d'aile avant qu'elle ne disparaisse. 

### Pression anthropique
Les raies manta de récif (Manta alfredi) à l'instar des raies manta océanique (Manta birostris) sont considérées comme vulnérables par l’I.U.C.N. car leur population décroit de manière drastique depuis une vingtaine d’années dû à une surpêche.
Quel que soit le type de pêche (artisanale, ciblée ou prise malencontreuse), l’impact de cette dernière sur une population qui possède un taux de fécondité faible, une maturité sexuelle tardive ainsi qu’une gestation longue ne peut être que gravement nuisible pour ces espèces qui ne peuvent compenser les pertes que sur plusieurs décennies.
Ces dernières années, la pêche aux raies manta est notablement stimulée par la flambée du cours de leurs branchies sur le marché de la médecine traditionnelle chinoise. De pseudo-vertus médicinales leur sont conférées, sans aucun fondement scientifique avéré, ainsi qu’une habile stratégie marketing génèrent une importante demande.